# Bronisław Malinowski (antropoloog)

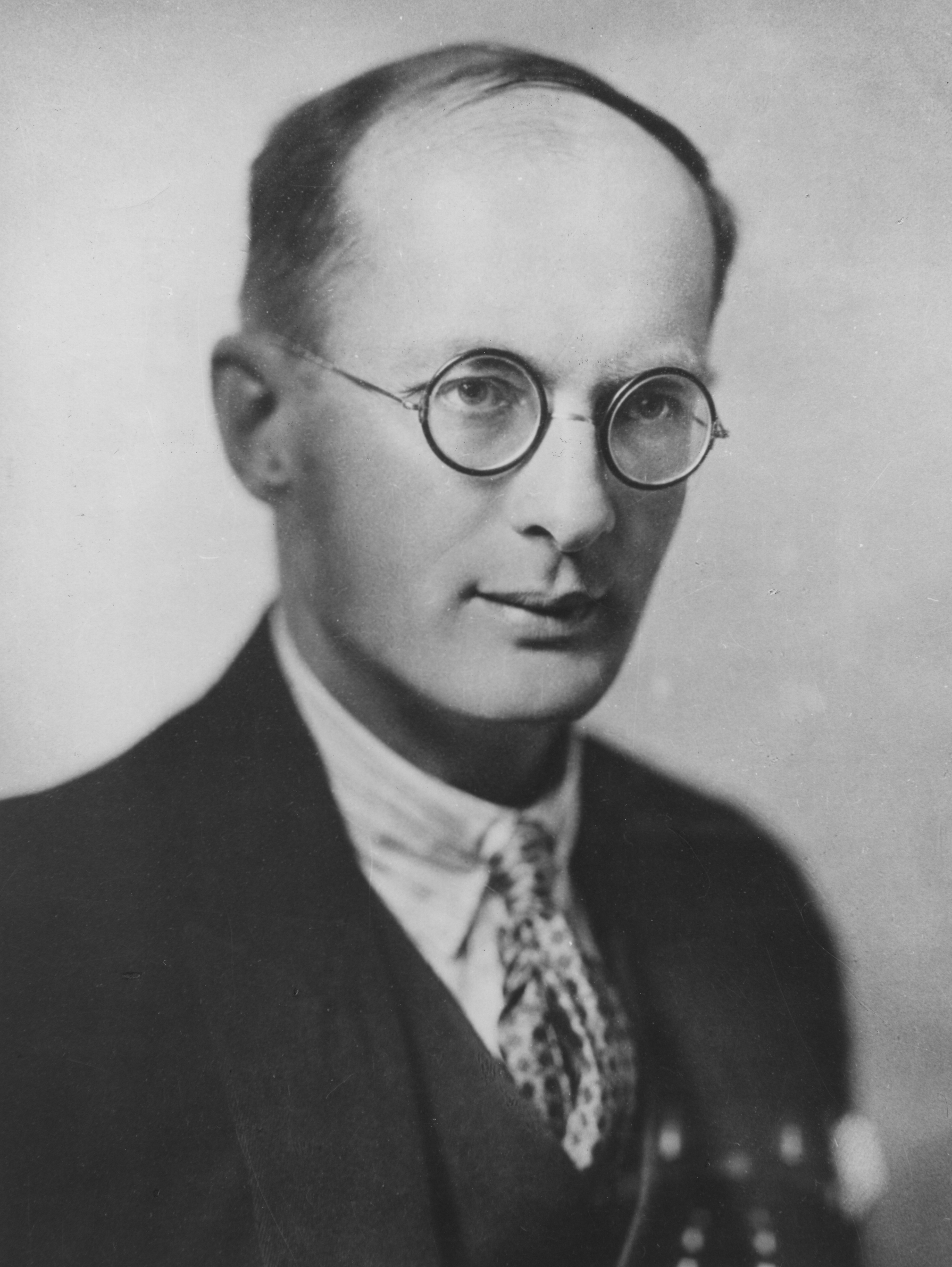
Bronisław Malinowski

Bronisław Kasper Malinowski (Krakau, 7 april 1884 - New Haven, 16 mei 1942) was een Britse antropoloog van Poolse afkomst, die over het algemeen tot de belangrijkste antropologen van de twintigste eeuw wordt gerekend op basis van zijn pionierswerk in etnografisch veldwerk, zijn ideeën over reciprociteit en zijn gedetailleerde studie van Melanesië.

## Biografie
Malinowski werd geboren in Krakau, destijds gelegen in Oostenrijk-Hongarije, in een gegoede burgerfamilie. Zijn vader was hoogleraar en zijn moeder de dochter van landeigenaren. Als kind had hij een zwakke gezondheid, maar hij excelleerde op school. Hij ontving zijn doctoraat in de wiskunde en natuurwetenschappen in 1908. De twee daarop volgende jaren bracht hij door aan de universiteit van Leipzig, waar hij werd beïnvloed door Wilhelm Wundt en zijn theorieën over volkspsychologie. Hierdoor ontwikkelde hij belangstelling voor antropologie. Omdat destijds James Frazer en andere Britse wetenschappers tot de meest vermaarde antropologen werden gerekend, vertrok Malinowski in 1910 naar Engeland om aan de London School of Economics te studeren.
In 1914 reisde hij naar het latere Papoea-Nieuw-Guinea waar hij in Mailu en later op de Trobriand-eilanden onderzoek verrichtte. Hij maakte diverse tochten naar dit gebied. In 1922 behaalde Malinowski zijn doctoraat in de antropologie en begon te doceren aan de London School of Economics. In dat jaar werd zijn boek Argonauts of the Western Pacific gepubliceerd dat als een meesterwerk werd gezien, waardoor Malinowski een van de bekendste antropologen in de wereld werd.
Malinowski had veel invloed. In de jaren dertig gingen drie van zijn medewerkers op langdurig veldwerk in Afrika: Meyer Fortes, Siegfried Nadel en de Nederlander Sjoerd Hofstra.

## Argonauts of the Western Pacific
Het boek bestaat uit tweeëntwintig hoofdstukken die zijn onderverdeeld in zes afzonderlijke secties. Hieronder vindt u algemene samenvattingen van elke sectie.
- Inleiding: Malinowski's beroemde algemene verklaring van de doelstellingen van etnografie
- Hoofdstukken I-III: de scène bepalen en de structuur schetsen; van het brede overzicht van Kula District (I) tot intensief veldwerk (II-III); "inheems" leven (II), structureel overzicht van de kula (III)
- Hoofdstukken IV-XVI: de kula door voorbeeld; "een opeenvolgend verhaal" van de vroegste voorbereidingen voor het bouwen van kano's tot een uitgebreide reis van Sinaketa naar Dobu en terug
- Hoofdstukken XVII-XVIII: over magie en taal
- Hoofdstukken XIX-XXI: drie permutaties van het basis-kula-patroon: de binnenlandse kula (XIX), een Kiriwina-Kitava-expeditie (XX) en 'de resterende takken en uitlopers van de kula' (XXI)
- Hoofdstuk XXII: een samenvattende verklaring van "de betekenis van de kula"

## Onderzoeksmethode
Argonauts of the Western Pacific ontwikkelden zich op basis van antropologisch onderzoek dat Bronislaw Malinowski omschreef als "van de veranda af".  In tegenstelling tot de fauteuilantropologie van eerdere onderzoekers, werd deze methode gekenmerkt door participerende observatie : informele interviews, directe observatie, deelname aan het leven van de groep, collectieve discussies, analyses van persoonlijke documenten geproduceerd binnen de groep, zelfanalyse, resultaten van activiteiten die buiten of online worden ondernomen, en levensgeschiedenissen. 

## Trivia
Bronislaw Malinowski is een van de twee voornaamste personages in de roman Lord Nevermore (Breda, De Geus 2003) van de Zweedse schrijfster Agneta Pleijel. De andere figuur is Malinowski's vriend, de schilder en schrijver Stanisław Ignacy Witkiewicz.